# Charles-Émile-Callande de Champmartin
Charles-Émile-Callande de Champmartin (Bourges, 2 maart 1797 - La Neuville-en-Hez, augustus 1883) was een Franse kunstschilder, die door het publiek en de critici in de twintiger en dertiger jaren van de negentiende eeuw werd beschouwd als een toonaangevende schilder van de romantiek. Zijn werk, net als dat van zijn goede vriend Eugène Delacroix, was in zijn tijd niet onomstreden. Hij werd door critici naar aanleiding van de Parijse Salon van 1828  beschouwd als een 'radicale' en 'linkse' kunstenaar.
Net als Delacroix was Champmartin een leerling van Pierre-Narcisse Guérin.
Als een van de eerste kunstschilders uit de periode van de romantiek reisde Champmartin in 1826 richting het oosten. Hij reisde naar Constantinopel, Cyprus en Jeruzalem en verwerkte zijn ervaringen in zijn schilderijen die hedendaags tot het Oriëntalisme behoren. In zijn verdere ontwikkeling als schilder richtte hij zich uiteindelijk meer tot het genre van portretschilderen en historische thema's.

## Galerij

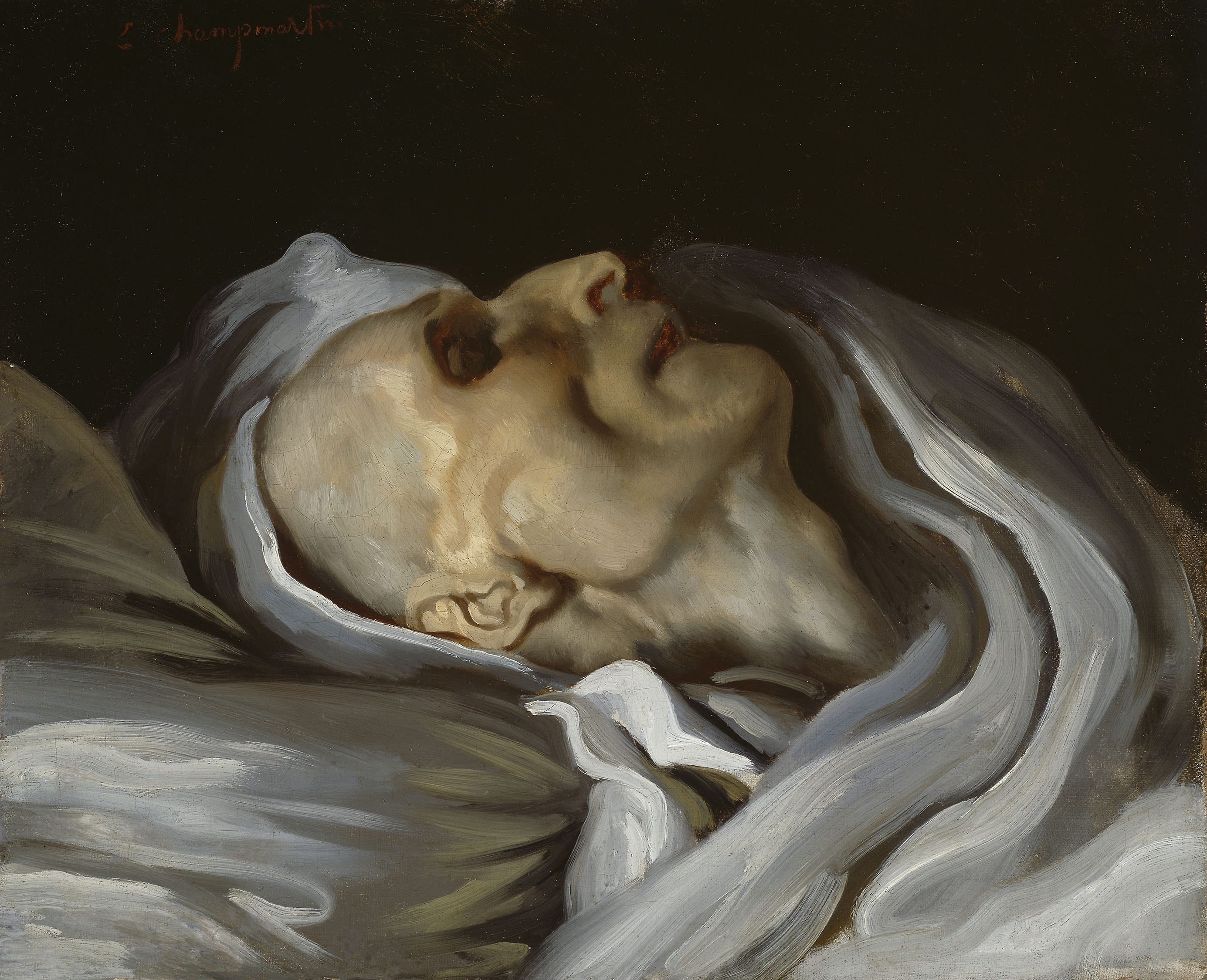
Théodore Géricault op zijn sterfbed (1824)
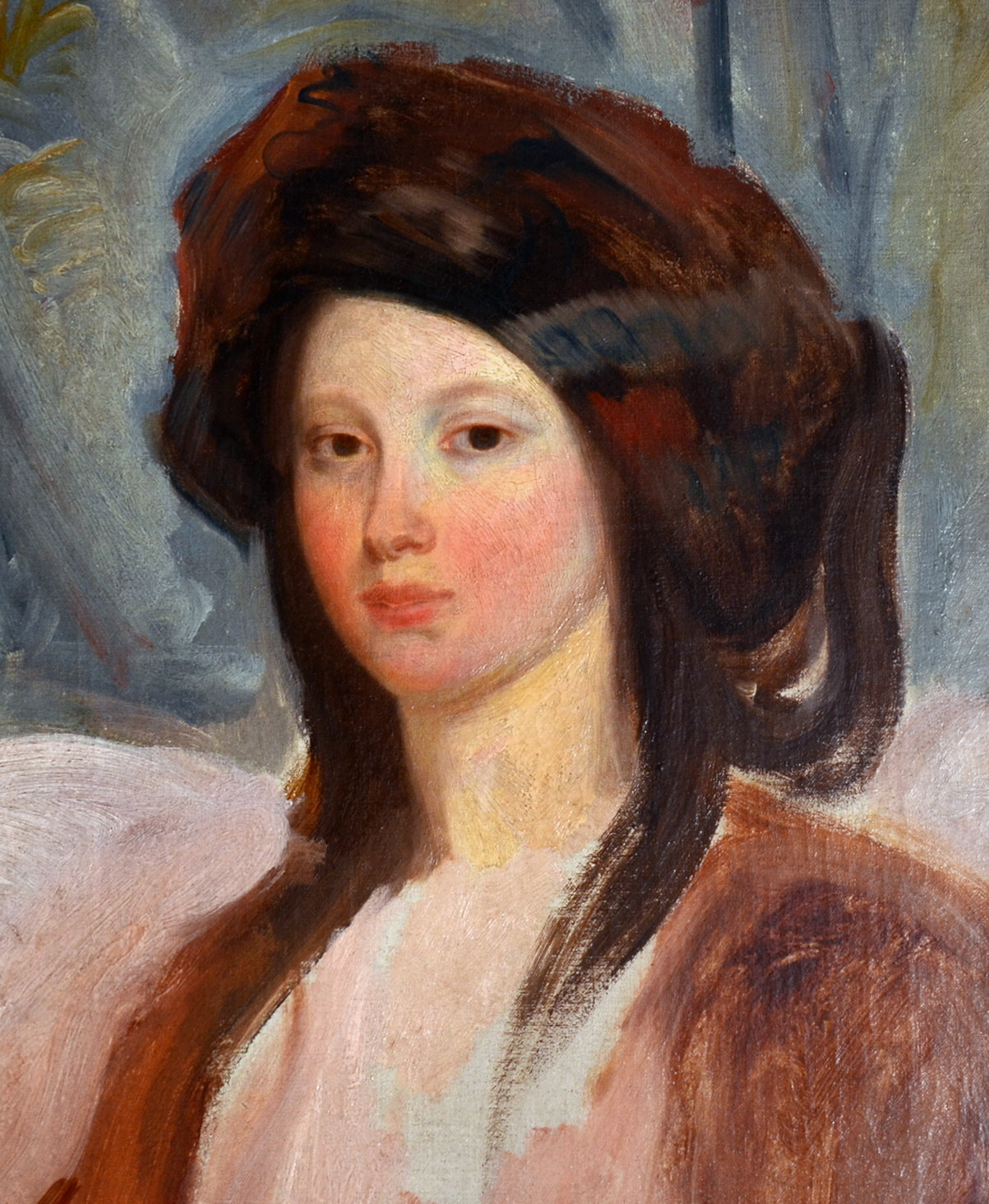
Portret van Juliette Drouet (c. 1827)
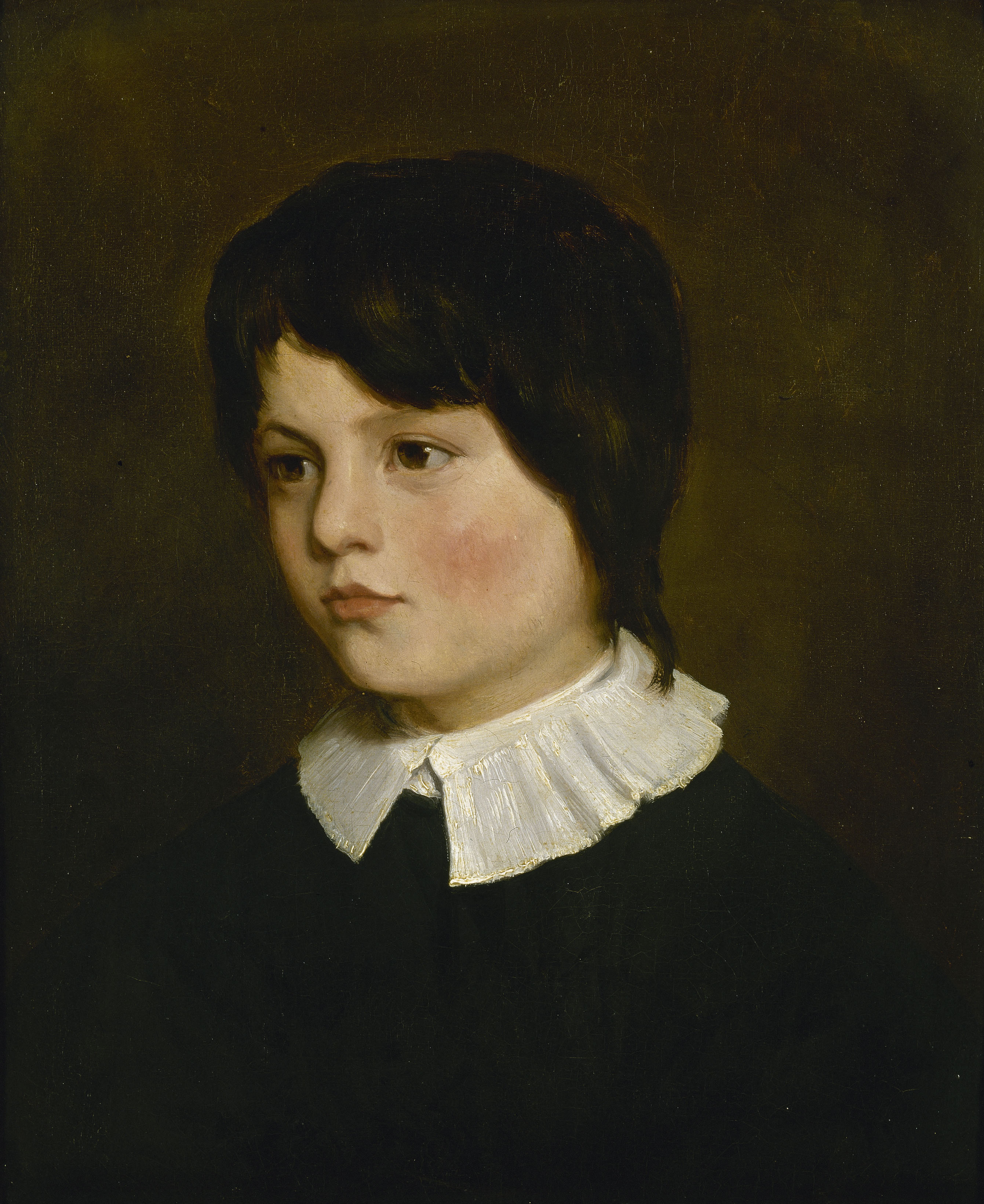
Charles Hugo kind (c. 1834)

- Biblioteca Nacional de España: XX4833225
- Bibliothèque nationale de France: cb149594922 (data)
- Gemeinsame Normdatei: 124292038
- International Standard Name Identifier: 0000 0000 6661 273X
- Nationale Bibliotheek van Polen: a0000003670402
- RKD-Nederlands Instituut voor Kunstgeschiedenis: 16309
- Système universitaire de documentation: 167280147
- Union List of Artist Names: 500023860
- Virtual International Authority File: 27335724
- WorldCat: E39PBJkdqY46GCWBwyVM7HF7pP